# Maureen Nisima
Maureen Nisima (Bondy, 30 luglio 1981) è un'ex schermitrice francese, specializzata nella spada. Ha vinto due medaglie di bronzo nella scherma ai Giochi olimpici.

## Palmarès
In carriera ha conseguito i seguenti risultati:
- Olimpiadi

Atene 2004: bronzo nella spada individuale e a squadre.
- Mondiali

L'Avana 2003: argento nella spada individuale.
Lipsia 2005: oro nella spada a squadre.
Torino 2006: argento nella spada a squadre.
San Pietroburgo 2007: oro nella spada a squadre e bronzo individuale.
Pechino 2008: oro nella spada a squadre.
Parigi 2010: oro nella spada individuale.
- Europei

Mosca 2002: oro nella spada individuale.
Gand 2007: bronzo nella spada a squadre.
Lipsia 2010: bronzo nella spada a squadre.
Sheffield 2011: bronzo nella spada a squadre.